# Ceratosauridae
Los ceratosáuridos (Ceratosauridae) son una familia de dinosaurios terópodos ceratosaurianos, que vivieron desde el Jurásico superior hasta mediados del período Cretácico, hace aproximadamente entre 152 y 112 millones de años, desde el Kimmeridgiense hasta el Albiense, en lo que hoy es África, Norteamérica, Sudamérica y probablemente Europa.

## Descripción
Los ceratosáuridos exhibían en su cráneo una estructura semejante a la de un pequeño cuerno. Presentaban características primitivas como la presencia de cuatro dedos en cada extremidad delantera.

## Sistemática
Ceratosauridae se define como el clado más inclusivo que contiene a Ceratosaurus nasicornis (Marsh, 1884) pero no a Abelisaurus comahuensis (Bonaparte & Novas, 1985).